# کشته‌شدن علی بن ابی‌طالب

تصویری قدیمی از ورودی حرم

در سال ۳۵ هجری (۶۵۶ میلادی) در خلال جنگ‌های داخلی مسلمانان موسوم به فتنهٔ اول، تعدادی از خوارج تصمیم به قتل علی، معاویه و عمروعاص به صورت هم‌زمان گرفتند تا به عقیدهٔ خود امت اسلام را از دست این سه تن که مسئول جنگ‌های داخلی بودند و از نظر آن‌ها مرتد محسوب می‌شدند، خلاص کنند. اما ابن ملجم تنها موفق شد علی را بکشد و معاویه و عمروعاص جان سالم به در بردند.
علی هنگامی که مشغول خواندن نماز صبح در مسجد کوفه بود یا به روایتی دیگر در کنار در مسجد توسط عبدالرحمن بن ملجم، از خوارج، با یک شمشیر مسموم از ناحیهٔ سر ضربت خورد. عبدالرحمن این عمل را به قصد انتقام‌گیری از وی در قبال کشتگان نبرد نهروان، انجام داد. دو روز بعد در ۱۹ یا ۲۱ رمضان سال ۴۰ هجری مصادف با ۲۷ ژانویه ۶۶۱ میلادی، علی در ۶۲ یا ۶۳ سالگی درگذشت. پس از مرگ علی، قاتل وی قصاص شد.
پیکر علی را جمعی از خویشان و اصحاب نزدیکش مخفیانه دفن کردند. در سال ۷۹۱ میلادی، در زمان هارون‌الرشید، خلیفهٔ عباسی، در فاصلهٔ چند کیلومتری از کوفه، محل مزارش مشخص و آرامگاهی در آنجا ساخته شد که بعداً زیارتگاه شیعیان شد. پس از آن، این منطقه نیز تبدیل به شهر نجف شد.
بعد از مرگ علی، کوفیان بدون مناقشه با پسر ارشدش، حسن، بیعت کردند. سپس جنگ میان حسن و معاویه درگرفت و در خلال آن معاویه تدریجاً فرماندهان سپاه حسن را با وعده‌های فریبنده و پول‌های گزاف منصرف کرد و مردم عراق را فریفت، تا جایی که سپاه بر حسن شورید. نهایتاً حسن مجبور به پذیرش صلح و واگذاری خلافت به معاویه شد. بدین ترتیب حکومت موسوم به خلافت راشدین به پایان رسید و معاویه خلافت امویان را تأسیس کرد.

## پیش زمینه
حوادثی که منجر به قتل علی شد، ریشه در مرگ محمد، پیامبر اسلام، دارد. در آن زمان بین مسلمانان بر سر اینکه چه کسی پس از محمد جانشین وی و رهبر امت باشد اختلاف افتاد. نشستی که در سقیفه بنی ساعده تشکیل شد، با ابوبکر به عنوان خلیفه بیعت نمودند.: 30–32  در حالی که مسلمانان سنی معتقد بودند که محمد جانشینی برای خود انتخاب نکرده است، مسلمانان شیعه با ارجاع با رخداد غدیر خم، معتقد بودند که علی توسط خدا به جانشینی پیامبر برگزیده شده است.: 43–48 : 193–194  عمر جانشین ابوبکر شد و در سال ۶۴۴ هجری قمری به قتل رسید. پس از مرگ عمر، علی، پسر عمو و پسرخواندهٔ پیامبر، و عثمان نامزد جانشینی عمر بودند که از این بین عثمان توسط شورا انتخاب گردید.: 203–204 
علی بن ابی‌طالب پس از کشته‌شدن عثمان، به عنوان خلیفه برگزیده شد و خلافت وی، به عنوان چهارمین خلیفهٔ برگزیدهٔ مسلمانان در صدر اسلام، از ۳۵ تا ۴۰ هجری قمری (۶۵۶–۶۶۱ میلادی) به طول انجامید. دوران خلافت وی با نخستین جنگ داخلی میان مسلمانان (فتنه اول) و شورش‌هایی نظیر شورش ایرانیان هم‌زمان بود. علی با دو نیروی مخالف مجزا مواجه شد: گروهی به رهبری عایشه، طلحه، و زبیر در مکه که خواهان برگزاری شورای خلافت برای تعیین خلیفه بودند و گروهی دیگر به رهبری معاویه در شام که انتقام خون عثمان را خواستار بودند. چهار ماه پس از خلافت، علی در جمل گروه اول را شکست داد؛ اما نبرد صفین با معاویه به لحاظ نظامی بی‌نتیجه خاتمه یافت و در پی آن حکمیت به لحاظ سیاسی بر ضد علی تمام شد. سپس در سال ۳۸ هجری بخشی از سپاه علی، موسوم به خوارج، که قبول حکمیت توسط وی را بدعت می‌دانستند بر او شوریدند. علی در نهروان آنان را شکست داد.
سه تن از خوارج به نام عبدالرحمن بن ملجم از قبیلهٔ کنده، برک بن عبدالله و عمرو بن بکر تمیمی همدیگر را در مکه ملاقات کردند و با هم به مذاکره پرداختند. آنان پس از اتمام مراسم حج، سوگند یاد کردند که علی و معاویه و عمرو عاص را که به اعتقاد خوارج گمراه بوده و مسئول وضع اسفبار مسلمانان بودند، با انگیزهٔ انتقام از کشتار یارانشان در نبرد نهروان، بکشند. روز کشتن را ۱۷ رمضان تعیین نمودند و هر کسی به شهر قربانی خود رفت، عبدالرحمن به کوفه، برک به دمشق و عمرو به مصر.

## چگونگی قتل

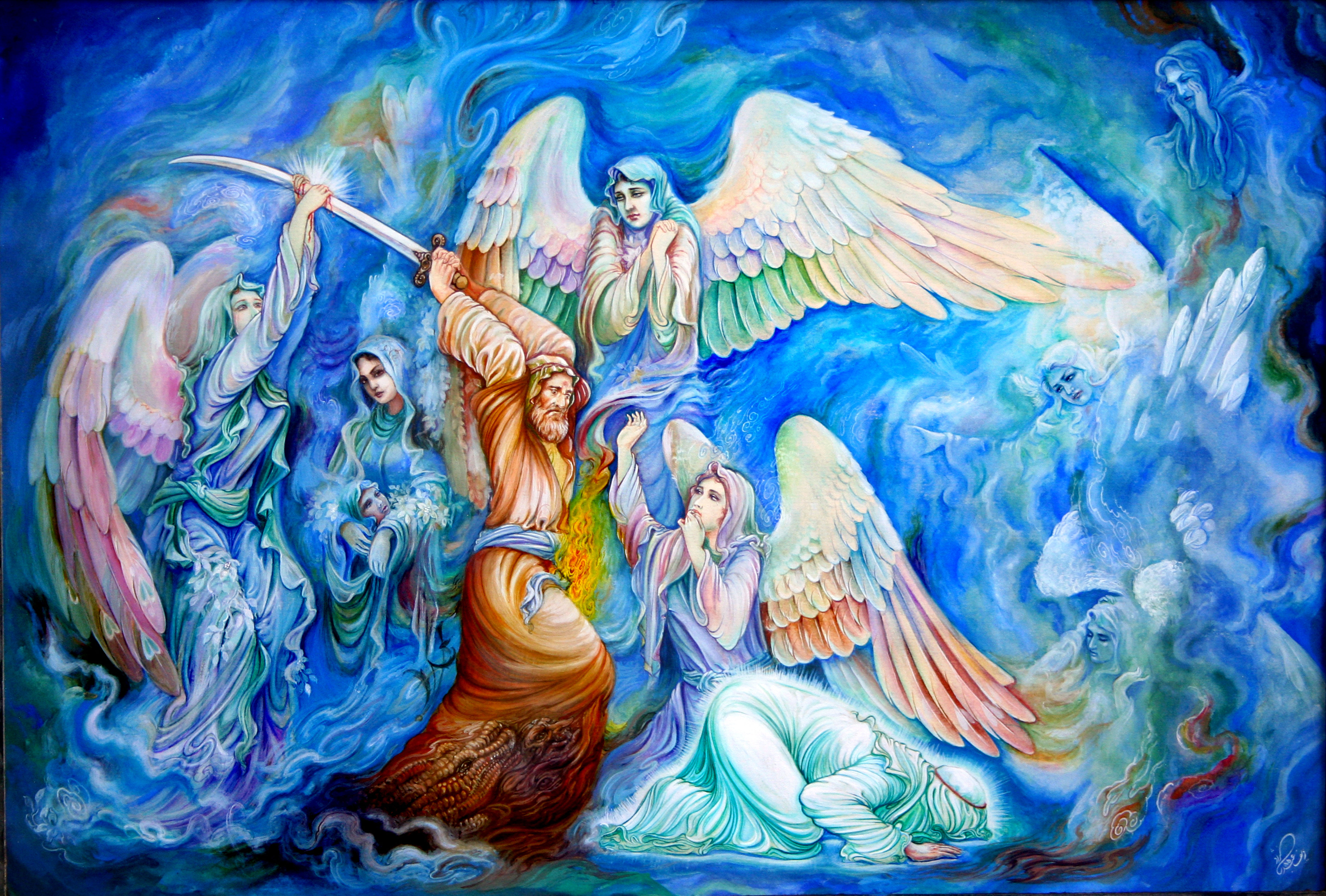
نقاشی ضربت خوردن علی در مسجد کوفه به‌دست ابن ملجم مرادی، اثر یوسف عبدی‌نژاد

در کوفه، عبدالرحمن بن ملجم پیش مردان قبیله‌اش کنده رفت. اما نیتش را برملا نکرد، چرا که می‌ترسید در همه جا فاش شود. روزی گروهی از قبیله تیم الرباب را دید که برای ۱۰ تن از کشتگانشان در نهروان عزاداری می‌کردند و در میان آنان زنی زیبارو به نام قطامه بنت شجنه را دید و دلباخته‌اش شد و از وی خواستگاری کرد. قطام پذیرفت به شرطی که مهریه‌اش ۳۰۰۰ درهم، یک کنیز و یک غلام، و کشتن علی باشد. وی در جنگ نهروان پدر و برادرش را از دست داده و در فکر انتقام‌گیری از علی بود. او نه تنها به عبدالرحمن در انجام این امر پافشاری کرد، بلکه خود نیز کمکش کرد و فردی به نام وردان از قبیله‌اش را به کمک وی فرستاد. عبدالرحمن نیز از فردی به نام شبیب بن بجره از قبیلهٔ بنی اشجع درخواست یاری نمود.

### نقش اشعث بن قیس
بسیاری از منابع نظیر تاریخ طبری، مقاتل الطالبین ابوالفرج اصفهانی و الارشاد شیخ مفید می‌گویند اشعث بن قیس، رئیس قبیلهٔ کنده در کوفه، از نقشهٔ کشتن علی خبر داشته و ابن ملجم شب واقعه را در مسجد اعظم در حال مشاوره با وی به سر می‌برده است. در هنگام سحر، اشعث به ابن ملجم علامتی نشان داد که حجر بن عدی آن را شنید و از آن توطئه‌ای حس کرد و قصد داشت به علی اطلاع دهد، اما دیر رسید. اشعث رسیدن سحر را به ابن ملجم خبر داد که منابع شیعی آن را نشانه‌ای از تشویق وی برای کشتن علی می‌دانند. روایاتی دیگر می‌گویند که اشعث در خانه‌اش با ابن ملجم گفتگو کرده، نه در مسجد و حجر بعد از کشته شدن علی به اشعث می‌گفت که در اصل تو قاتل علی بودی. طبق روایت یعقوبی، ابن ملجم یک ماه در خانهٔ اشعث بود و شمشیرش را تیز می‌کرد. مسعودی روایتی متفاوت با دیگر منابع دارد که حاکی از آن است که وقتی اشعث از نقشهٔ ابن ملجم آگاه شد، وی را سرزنش نمود. ابوالعباس مبرد نیز می‌گوید که اشعث نقشهٔ کشتن را به علی اطلاع داد، اما علی در پاسخ گفت که ابن ملجم هنوز وی را نکشته است و بنابراین نمی‌تواند وی را بکشد؛ بنابراین روایات از اشعث تصاویری مختلف از یک توطئه‌گر قتل علی تا یک یار وفادار به او، ارائه می‌دهند.

### قتل

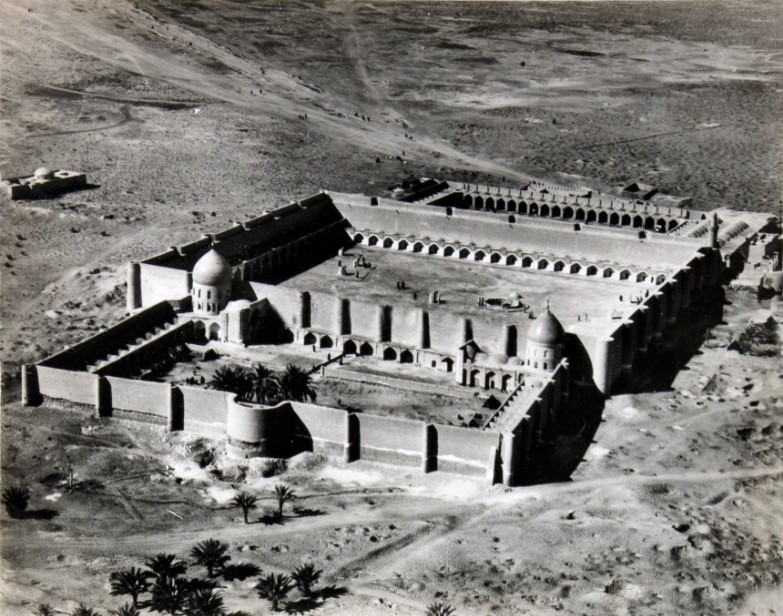
عکس هوایی از مسجد کوفه در سال ۱۹۱۵؛ این مسجد محل ضربت خوردن علی بود.

به نوشتهٔ تاریخ طبری شب قبل از واقعه، قطام با این سه تن در مسجد اعظم کوفه دیدار کرد و سینه‌هایشان را با حریر بست. این سه تن که شمشیرهایشان را در زهر خوابانیده بودند، کنار در مسجد منتظر ماندند تا علی به منظور اقامهٔ نماز صبح به مسجد وارد گردد. به محض پدیدار شدن علی، شبیب به وی حمله برد و با شمشیرش ضربتی زد که به لغاز در اصابت کرد. شبیب فرار کرد و در میان جمعیت گم شد. وردان نیز فرار کرد اما وقتی به خانه رسید، پسرعمویش وی را دید که حریر از سینه باز می‌کرد. پس به وردان ظنین شد و او را کشت. تنها ابن ملجم باقی ماند. او در حالی که فریاد می‌کشید حکم، خاصِ خداست نه تو و یارانت، ضربتی به فرق سر علی زد و خواست فرار کند که ابو ادمای همدانی وی را به زمین افکند. علی به خانه‌اش بازگشت و ابن ملجم را پیش او آوردند. ابن ملجم به علی گفت که ۴۰ روز شمشیرش را تیز می‌کرد و از خدا می‌خواست که با آن بدترین مخلوق خدا را بکشد. علی در پاسخ گفت خود ابن ملجم با همین شمشیر کشته خواهد شد و او را بدترین مخلوق خدا نامید.
به روایتی علی هنگامی که مشغول خواندن نماز صبح در مسجد کوفه بود و به روایتی دیگر در کنار در مسجد توسط عبدالرحمن بن ملجم و با یک شمشیر مسموم از ناحیهٔ سر ضربت خورد. در منابع روز ضربت خوردن علی ۱۷، ۱۹، و ۲۱ ماه رمضان گزارش شده است. اما شیخ مفید روز ۱۹ را صحیح‌تر می‌داند و ابن ابی الحدید نیز می‌نویسد چون این سه تن کارشان را عبادت می‌دانستند بنابراین آن را در شب قدر ۱۹ رمضان قرار دادند تا ثواب بیشتری برده باشند. روز مرگ علی هم در منابع از ۱۱ تا ۲۱ رمضان گزارش شده و مدت تحمل ضربت را دو یا سه روز دانسته‌اند.

## اطلاع علی از سرنوشت خود
در منابع اسلامی نظیر احادیث، روایات و تاریخ‌نگاری دوران اولیهٔ اسلام آمده است که علی از مدت‌ها قبل می‌دانست که کشته می‌شود، حال یا محمد، پیامبر اسلام، به وی گفته یا خودش این مطلب را حس کرده بود. روایات زیادی وجود دارد که در آن محمد یا علی خبر می‌دهند که ریش علی از خون فرق سرش رنگین می‌شود. روایات دیگری وجود دارد که در آن محمد می‌گوید بدترین مردم در دوران باستان کسی بود که شتر صالح را پی کرد و بدترین افراد در امت من کسی است که علی را می‌کشد، اما عموماً به کار بردن لفظ بدترین مردم را به علی نسبت می‌دهند و گاهی این دو روایت با هم یکجا روایت می‌شود. شب واقعه، علی اعلام کرد که امشب شب سرنوشت اوست و هنگامی که در سحر منزلش را ترک می‌کرد، غازها سر و صدا کردند و وی گفت این‌ها به خاطر او در حال عزاداری هستند. عمدتاً در منابع شیعی به این مطلب اشاره شده که علی با وجود اینکه می‌دانست کشته می‌شود، کس دیگری را به جای خود به نماز نگذاشت و با وجود اینکه دیگران به وی در مورد احتمال کشته شدنش هشدار دادند، با خواندن اشعاری گفت که از مرگ نمی‌ترسد.
علی حتی پیش‌بینی کرده بود که ابن ملجم قاتل او خواهد بود و هنگامی که ابن ملجم می‌خواست با وی به عنوان خلیفه بیعت کند، دو یا سه بار ابن ملجم را بدترین مخلوق خدا خواند. روایتی بیان می‌کند که علی و محمد حنفیه که به حمام رفته بودند با دیدن ابن ملجم که به حمام وارد شد، ترسیدند. علی از ابن ملجم به خاطر اینکه تصور می‌کرد برای کشتنش آمده با خواندن شعری گله کرد، اما ابن ملجم گفت که برای دادن هدیه‌ای به وی به آنجا آمده و همین کار را نیز کرد؛ بنابراین رابطهٔ بین علی و ابن ملجم، تنش‌برانگیز بوده است. با وجود این، علی هیچ اقدامی علیه ابن ملجم انجام نمی‌داد. ابن سعد روایت می‌کند که علی گفت چگونه کسی را بکشم که هنوز مرا نکشته است؟ حتی موقعی که یک نفر از قبیلهٔ مراد یا کسی که از زبان ابن ملجم نقشه قتل را شنیده بود، در مورد نقشهٔ قتلش به علی خبر داد، علی پاسخ داد که هر انسانی دو فرشتهٔ نگهبان بر دو شانه‌اش دارد و مرگش زودتر از موعد مقررشده فرا نمی‌رسد.

## نحوه مجازات ابن ملجم
علی در اجرای شرع اسلامی سخت‌گیر بود و در مورد قصاص قاتلش نیز اغلب منابع تقریباً حاکی از آن هستند که وی گفت که دقیقاً یک ضربت به ابن ملجم وارد شود، اما برخی منابع به گونه‌ای دیگر روایت کرده‌اند. طبق برخی منابع نظیر تاریخ طبری، البدایة و النهایة ابن کثیر و الارشاد شیخ مفید علی فرمان داد صبر شود تا اثر ضربت بر وی معلوم شود، اگر زنده ماند خود در مورد وی تصمیم می‌گیرد. شیخ مفید روایت دیگری را نیز ذکر می‌کند که علی گفت، این قاتل همانند قاتل محمد پیامبر اسلام است و باید کشته و جسدش سوزانده شود. طبری روایت می‌کند که علی به حسن و هاشمیان توصیه کرد که به بهانهٔ خون‌خواهی از وی، خون مسلمانان را نریزند و قاتلش باید دقیقاً به همان صورتی که علی کشته شد، کشته شود. روایتی از مبرد حاکی از آن است که علی وی را به‌کل بخشید. ابن سعد و بلاذری روایت می‌کنند علی فرمان داد که به ابن ملجم غذا و محل استراحت مناسب داده شود و اگر علی بمیرد، ابن ملجم را به وی ملحق کنند، تا در آن دنیا خدا بین وی و علی قضاوت کند. روایات در مورد چگونگی کشته شدن ابن ملجم عمدتاً به دو دسته تقسیم می‌شود. یک دسته روایت که توسط طبری، شیخ مفید، ابن کثیر، ابن ابی الحدید، یعقوبی و برخی دیگر بیان شده این است که ابن ملجم به حسن پیشنهاد داد که وی را آزاد کند تا اگر رفیقش برک نتوانسته معاویه را بکشد، خود او این کار را انجام دهد و بعد از انجام کار نزد حسن برگردد، تا وی در مورد ابن ملجم تصمیم بگیرد اما حسن نپذیرفت. او را کشت و جسدش سوزانده شد. روایتی دیگر نیز توسط مسعودی، ابن سعد، دینوری و برخی دیگر حاکی از آن است که حسین و محمد حنفیه و عبدالله بن جعفر از حسن خواستند که بگذارد آن‌ها نیز انتقامشان را از وی بگیرند. عبدالله بن جعفر اعضای بدن ابن ملجم را برید و شکنجه‌اش داد. ابن ملجم شکنجه‌ها را تحمل کرد و فقط وقتی لب به اعتراض گشود که خواستند زبانش را ببرند، چرا که او در این صورت دیگر نمی‌توانست ذکر خدا را بگوید. صحت این روایت از نظر ابن کثیر مورد تردید است، زیرا خلاف وصیت علی انجام شده است.
ام‌کلثوم دختر علی با ابن ملجم مشاجره کرد و او را به خاطر کشتن خلیفهٔ مسلمین سرزنش نمود. ابن ملجم در پاسخ گفت که علی تنها پدر توست، نه خلیفه. ابن ملجم زندانی شد. مردم او را سرزنش می‌کردند و به او صدمهٔ بدنی وارد می‌کردند. اما وی عکس‌العملی نشان نمی‌داد. برخی منابع می‌گویند وی در پاسخ شعرهایی حاکی از افتخار کردن به جدا شدن از علی و کشتنش می‌خواند.

## تدفین

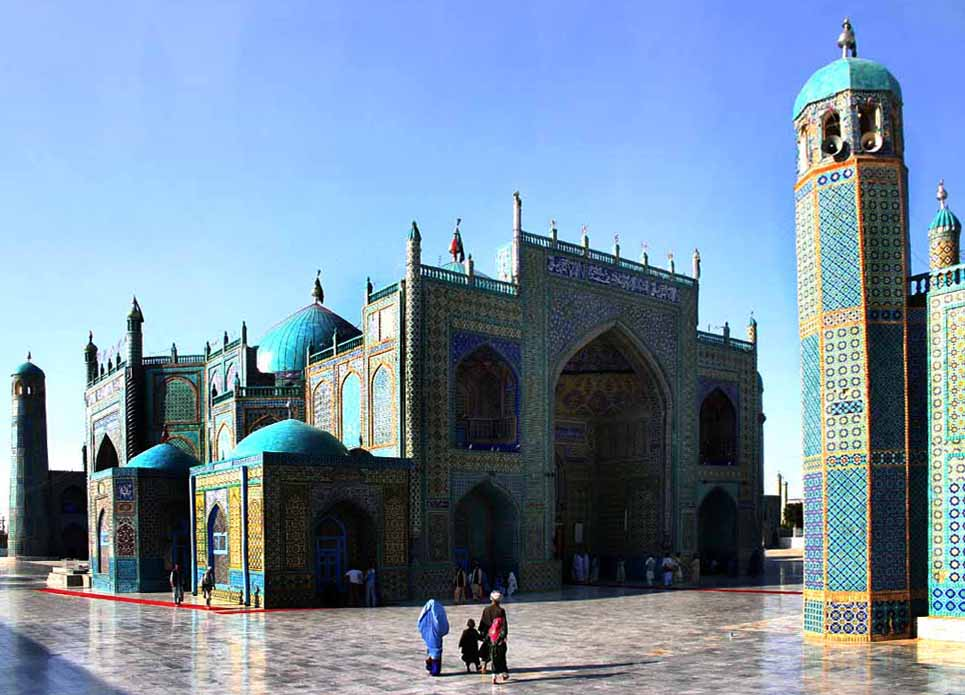
مسجد کبود در افغانستان که تعداد کمی از مسلمانان بر این باورند که علی در آنجا دفن است.

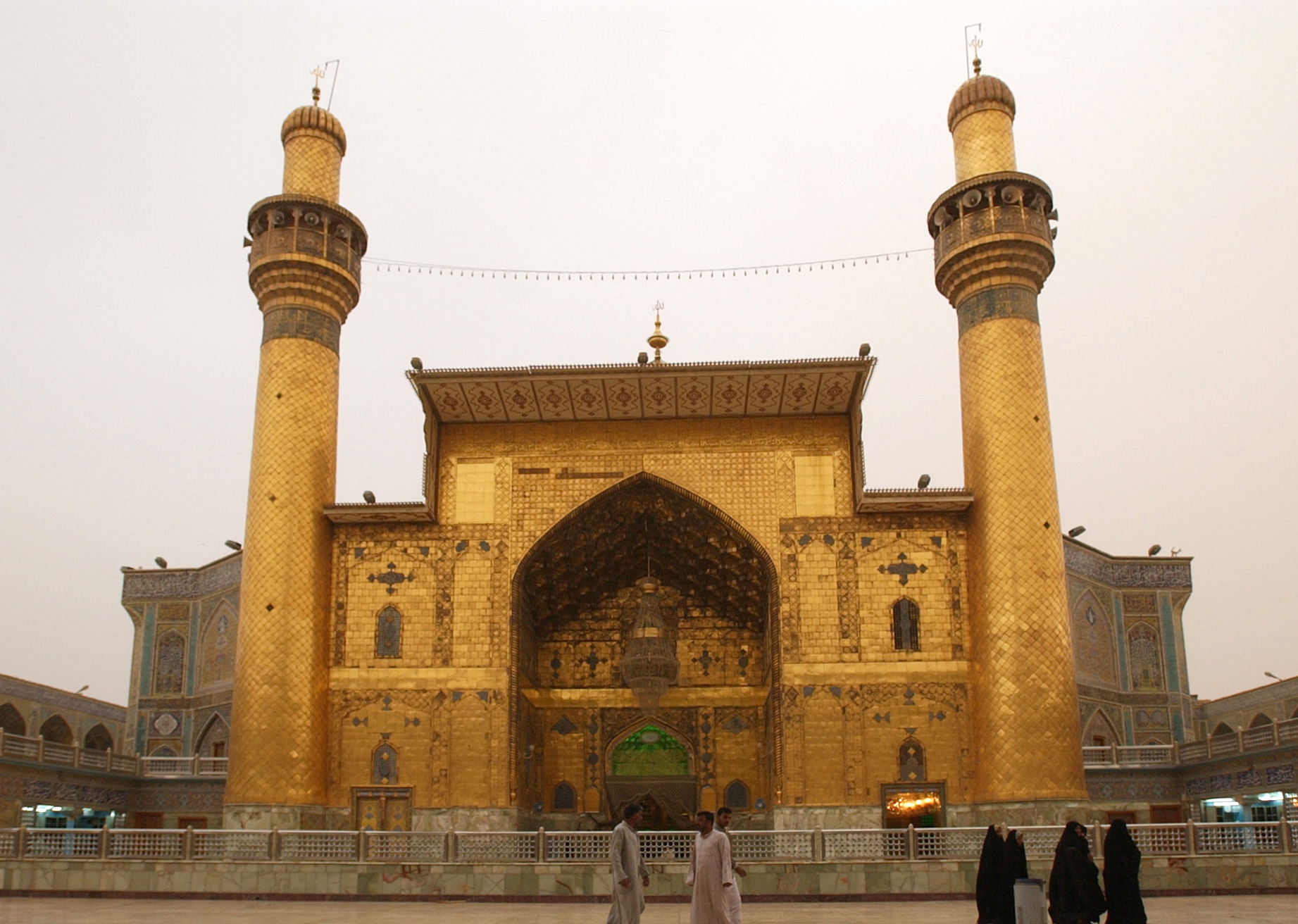
مقبرهٔ علی در نجف

حسن، حسین، محمد بن حنفیه و عبدالله بن جعفر پیکر علی را پس از مرگ غسل و کفن کردند و به همراه عبیدالله بن عباس و چند تن دیگر از اصحاب خاص علی مخفیانه در نزدیکی کوفه دفن کردند.: 309 
اما مزارش از ترس نبش قبر و بی‌حرمتی به آن پنهان نگه داشته شد. تا آنکه در زمان هارون‌الرشید، خلیفهٔ عباسی، در سال ۷۹۱ میلادی در فاصلهٔ چند کیلومتری از کوفه، محل مزارش مشخص و آرامگاهی در آنجا ساخته شد، که بعداً به زیارتگاه شیعیان مبدل گردید. بعداً این منطقه نیز به شهر نجف تبدیل شد.: 69 

## پیامد
بعد از مرگ علی، کوفیان بدون مناقشه با پسر ارشدش، حسن، بیعت کردند، چرا که علی در موقعیت‌های بسیار اعلام کرده بود که تنها اهل بیت پیامبر شایستهٔ خلافت بر جامعهٔ مسلمانان هستند.: 313–314  سپس، جنگ میان حسن و معاویه درگرفت و در خلال آن معاویه تدریجاً فرماندهان سپاه حسن را با وعده‌های فریبنده و پول‌های گزاف منصرف کرد و مردم عراق را فریفت، تا جایی که سپاه بر حسن شورید. نهایتاً حسن مجبور به پذیرش صلح و واگذاری خلافت به معاویه شد.: 319–325  بدین ترتیب حکومت موسوم به خلافت راشدین به پایان رسید و معاویه خلافت امویان را تأسیس کرد. خلافت اموی یک نظام سلطنتی بود که در آن جنبهٔ دینی خلافت جای خود را به جنبهٔ دنیوی (سکولار) سلطنت داد.: 76–74  معاویه و جانشینانش شدیدترین فشارها را بر خاندان علی و حامیان و شیعیانش وارد کردند. سب علی به امری ضروری در نماز جماعت تبدیل شد و تا ۶۰ سال بعد، زمان حکومت عمر بن عبدالعزیز، ادامه یافت.: 334 